# Historias del proceso
 Historias del proceso  es el octavo capítulo de la cuarta temporada de la serie dramática El ala oeste de la Casa Blanca.

## Argumento
Durante las celebraciones tras las elecciones presidenciales, suceden varios acontecimientos inesperados: un Golpe de Estado en Venezuela y la victoria demócrata en el distrito 47, en el Condado de Orange (California), que puede llevar a Sam a convertirse en congresista. Tiempo atrás le había prometido a la viuda del candidato fallecido que él se haría cargo del puesto en un sitio muy difícil para los demócratas. Pero ahora busca la manera de rechazar este compromiso, aunque finalmente todos, especialmente Amy Gardner, le convencerán de lo contrario. Luchará para cambiar la percepción que tienen del partido en este condado del oeste.
Mientras, Toby le comunica al Presidente que va a ser padre de gemelos, junto a la congresista Andy Wyatt. Y lo hace durante la madrugada tras la victoria electoral, cuando su jefe intenta tener un momento de intimidad junto a su mujer. No lo ha hecho antes por miedo a su reacción por sus ideas religiosas cristianas. Por su parte, Donna ayuda al Capitán Jack Reese a instalarse en la Casa Blanca. Este, desorientado, debe ir a la primera reunión en la Sala de Crisis, mientras se suceden las noticias del Golpe de Estado que afectan a varios ciudadanos estadounidenses retenidos en una refinería de petróleo.
La crisis la lleva directamente Leo, quien intenta tener un momento romántico con la abogada Jordon Kendall en su despacho. Durante la fiesta, C.J. le echará un rapapolvo a un ayudante de Bruno Gianelli por atribuirse todo el mérito durante la campaña electoral. Su jefe mientras intenta ligar con un par de mujeres durante la fiesta, le da igual lo que hagan los demás. 
Por último, Will Bailey intenta descansar de un día muy largo. Ha ganado contra pronóstico las elecciones en el Condado de Orange (California), pero no terminan de dejarlo en paz. Desde la Casa Blanca le llama Josh quien le pregunta por el grado de aceptación que tiene el Presidente en este condado. Tiene miedo de que su amigo, Sam sufra el desprecio en un lugar que nunca ha sido propicio para el Partido Demócrata.

## Curiosidades
- Christian Slater, una estrella en crecimiento de Hollywood aceptó trabajar en la serie únicamente por una razón: Aaron Sorkin. Aprecia mucho su trabajo, especialmente en el Ala Oeste.[1]

## Enlaces
- Enlace al Imdb
- Guía del Episodio (en inglés)